# Rio Broscăria
O Rio Broscăria é um rio da Romênia afluente do Rio Recea, localizado no distrito de Iaşi.